# Spodoptera frugiperda
El cogollero del maíz (Spodoptera frugiperda) es una especie de lepidóptero ditrisio de la familia Noctuidae,  muy conocida en el ámbito agrícola por ser una plaga bastante importante que ataca a diversos cultivos de importancia económica, tales como maíz (Zea mays) y algodón (Gossypium spp.)
De su tejido ovárico derivan dos líneas celulares (Sf9 y Sf21) que son muy usadas actualmente para la investigación biomédica, como por ejemplo, para la infección con baculovirus o la expresión de proteínas recombinantes.

## Descripción

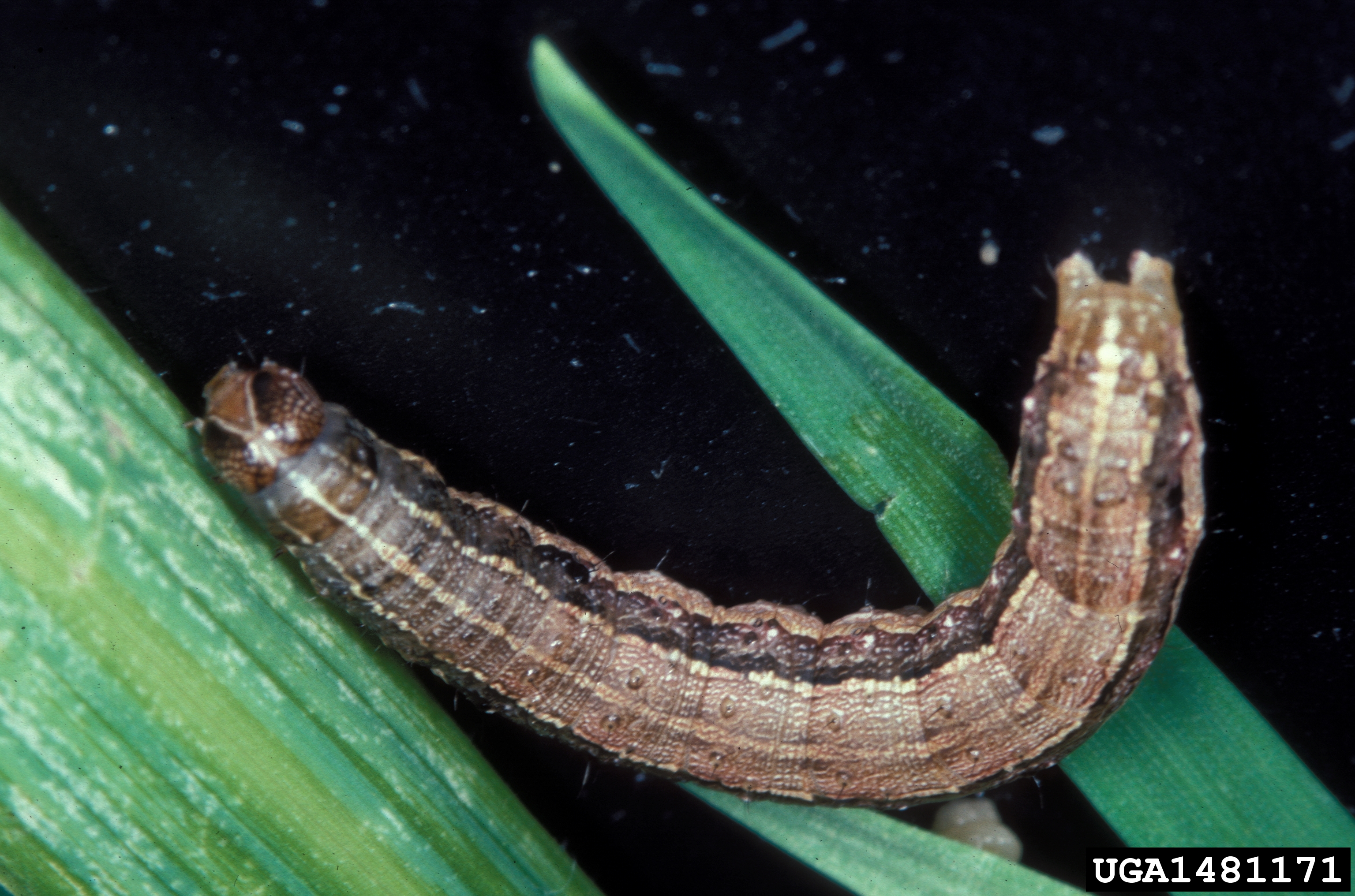
Larva

El adulto mide de 32 a 40 mm de envergadura. Las alas delanteras son castaño grisáceas y las posteriores son blancas. Hay un ligero dimorfismo sexual; los machos tienen un diseño más pronunciado y una mancha blanca en las alas anteriores. El primer estadio larval es de color claro con una cabeza grande y oscura. Los estadios subsiguientes se vuelven más oscuros, marrones con líneas blancas longitudinales. También desarrollan manchas oscuras y espinas.

## Distribución geográfica
Está ampliamente distribuido por todas las Américas. No puede invernar en lugares donde la temperatura baja de 0 °C. Solo sobrevive en regiones más cálidas, por ejemplo Texas y Florida en los Estados Unidos, por eso es más abundante en tales regiones. Sin embargo es capaz de migraciones estacionales y puede llegar hasta Canadá cuando encuentra recursos alimentarios suficientes. Fue encontrado en África por primera vez en 2016 donde está causando daños considerables a los cultivos de maíz y tiene el potencial de causar peores daños económicos. Se ha difundido a 28 países africanos. En 2018 fue localizado en el sur de la India y en enero de 2019 en China.

### Migración
Los adultos son capaces de migrar largas distancias, así que aunque no puedan pasar el invierno en lugares fríos, pueden llegar a ellos durante los meses templados. Por ejemplo pueden llegar hasta Canadá. Su migración es extraordinariamente rápida y se calcula que puede recorrer cerca de 500 km por generación. Se cree que usan el viento para estos movimientos migratorios.